# Biatlon a 2013. évi téli európai ifjúsági olimpiai fesztiválon
A 2013. évi téli európai ifjúsági olimpiai fesztivál biatlon versenyszámait Románia Fundáta településén rendezték, február 19. és 22-e között.

## Összesített éremtáblázat
| A 2013. évi téli európai ifjúsági olimpiai fesztivál összesített éremtáblázata biatlonban | A 2013. évi téli európai ifjúsági olimpiai fesztivál összesített éremtáblázata biatlonban | A 2013. évi téli európai ifjúsági olimpiai fesztivál összesített éremtáblázata biatlonban | A 2013. évi téli európai ifjúsági olimpiai fesztivál összesített éremtáblázata biatlonban | A 2013. évi téli európai ifjúsági olimpiai fesztivál összesített éremtáblázata biatlonban | Olimpia  |
| ----------------------------------------------------------------------------------------- | ----------------------------------------------------------------------------------------- | ----------------------------------------------------------------------------------------- | ----------------------------------------------------------------------------------------- | ----------------------------------------------------------------------------------------- | -------- |
|                                                                                           | Ország                                                                                    | Arany                                                                                     | Ezüst                                                                                     | Bronz                                                                                     | Összesen |
| 1.                                                                                        | Németország                                                                               | 2                                                                                         | 2                                                                                         | 0                                                                                         | 4        |
| 2.                                                                                        | Franciaország                                                                             | 1                                                                                         | 1                                                                                         | 0                                                                                         | 2        |
| 3.                                                                                        | Ukrajna                                                                                   | 1                                                                                         | 0                                                                                         | 1                                                                                         | 2        |
| 4.                                                                                        | Lengyelország                                                                             | 1                                                                                         | 0                                                                                         | 0                                                                                         | 1        |
| 5.                                                                                        | Litvánia                                                                                  | 0                                                                                         | 1                                                                                         | 0                                                                                         | 1        |
|                                                                                           | Románia                                                                                   | 0                                                                                         | 1                                                                                         | 0                                                                                         | 1        |
| 7.                                                                                        | Ausztria                                                                                  | 0                                                                                         | 0                                                                                         | 1                                                                                         | 1        |
|                                                                                           | Észtország                                                                                | 0                                                                                         | 0                                                                                         | 1                                                                                         | 1        |
|                                                                                           | Fehéroroszország                                                                          | 0                                                                                         | 0                                                                                         | 1                                                                                         | 1        |
|                                                                                           | Oroszország                                                                               | 0                                                                                         | 0                                                                                         | 1                                                                                         | 1        |
|                                                                                           |                                                                                           |                                                                                           |                                                                                           |                                                                                           |          |
| Összesen                                                                                  | Összesen                                                                                  | 5                                                                                         | 5                                                                                         | 5                                                                                         | 15       |

## Eredmények

### Férfi
| A 2013. évi téli európai ifjúsági olimpiai fesztivál érmesei férfi biatlonban |                                 |         |                              |         |                                |         |
| Versenyszám                                                                   | Arany                           | Arany   | Ezüst                        | Ezüst   | Bronz                          | Bronz   |
| Egyéni indításos                                                              | Németország Dominic Reiter      | 36:08,0 | Franciaország Anthony Benoit | 38:00,8 | Oroszország Viktor Plitcev     | 38:27,9 |
| Sprint                                                                        | Franciaország Emilien Jacquelin | 21:11,3 | Németország Lars-Erik Weick  | 21:15,8 | Fehéroroszország Viktar Kryuko | 21:17,7 |

### Női
| A 2013. évi téli európai ifjúsági olimpiai fesztivál érmesei női biatlonban |                                |         |                                |         |                               |         |
| Versenyszám                                                                 | Arany                          | Arany   | Ezüst                          | Ezüst   | Bronz                         | Bronz   |
| Egyéni indításos                                                            | Németország Marion Deigentesch | 31:32,1 | Litvánia Gabrielė Leščinskaitė | 32:57,6 | Észtország Tuuli Tomingas     | 33:09,5 |
| Sprint                                                                      | Lengyelország Kinga Mitoraj    | 19:11,7 | Románia Búzás Dorottya         | 19:34,1 | Ukrajna Anastasiya Merkushyna | 19:37,3 |

### Vegyes
| A 2013. évi téli európai ifjúsági olimpiai fesztivál vegyesváltó érmesei biatlonban |                                                                                       |           |                                                                                   |           |                                                                                |           |
| Versenyszám                                                                         | Arany                                                                                 | Arany     | Ezüst                                                                             | Ezüst     | Bronz                                                                          | Bronz     |
| Vegyesváltó                                                                         | Ukrajna · Anastasiya Merkushyna · Anastasiya Nychyporenko · Anton Myhda · Maksym Ivko | 1:26:15,1 | Németország · Marion Deigentesch · Anna Weidel · Dominic Reiter · Lars-Erik Weick | 1:26:16,6 | Ausztria · Simone Kupfner · Julia Schwaiger · Patrick Wallinger · Fabian Ulmer | 1:26:37,0 |